# 美国网络审查
美国的网络审查是美国对互联网上信息发布和浏览进行限制的行为。基于《美国宪法第一修正案》的强力保护，言论自由在美国不受联邦政府、各州政府和本地政府侵犯，这种保护也相应延伸到了互联网上，因此，美国政府以技术手段过滤信息的情况很少出现。

## 总览
在美国，根植于《美国宪法第一修正案》中对言论自由的强力保护，使言论自由免受联邦政府、各州政府和本地政府侵犯，这种保护也相应延伸到了互联网上，因此，美国政府以技术手段过滤信息的情况很少出现。然而，美国的互联网依然是受到高度管制的，这种管制是透過具有法律约束力的一套复杂的私下调解机制运作的。
虽然关于是否管制内容的辩论已经持续了十多年了，但整个国家依然就达成政治共识上有千里之遥。辩论的内容包括可接受的言论自由底线，保护未成年人的最好手段，以及治理互联网上的非法活动。而目前正在辩论的重要议题还包括赌博、网络安全和儿童经常浏览社交网站的危险。由于公众的强烈反对，避免了其他国家使用的强力管理手段在美国付诸实施。
由于公众对话、立法辩论和司法审查的存在，导致美国过滤信息的策略和世界上的大多数国家都不太一样。许多政府进行内容过滤的尝试往往伴随着漫长的法律官司，之后再依《美国宪法第一修正案》被禁止。然而，虽然美国政府不能直接审查内容，但它可以对不能审查的内容施加压力。除了儿童色情之外，美国的内容管制更多的体现在删除内容而非屏蔽内容上；这种控制往往靠私人介入、政府支持或者诉诸法律威胁进行。和世界其他地区不同，美国的内容管制更多是在私人或者志愿的级别上，而非是政府通过互联网服务供应商（ISP）直接管理。
由于未成年人容易接触到互联网上大量的色情内容，美国管制互联网的第一波浪潮起于20世纪90年代。从那时开始，多次有立法尝试去创建强制性内容控制系统的，然而均以失败告终，并没有成功推动内容控制更严格的全面解决方法出台。同时，美国立法机构也尝试控制令社会反感内容的传播，却导致了一套强大的机制来豁免了互联网中间人的责任，例如互联网服务供应商和内容托管公司所承担的法律责任。
而保护网络知识产权的提案相对就成功得多，虽说有妨碍受保护的言论之嫌，但一套删除侵权内容的机制还是被建立起来了。一般来说，美国司法部和版权持有方会对侵权方提起诉讼，迫使其关闭；但有时美国政府会在没有预先通知的情况下突袭，强行没收域名和计算机，导致网站无法继续运作。一些遭到诉讼或者突袭的著名案例包括Napster、维基解密、海盗湾和Megaupload。
出于国家安全的担忧，导致了美国大规模监视的不断扩张，以及推动了使互联网通讯更容易追踪的一些议案。

## 美国联邦政府法律
《美国宪法第一修正案》中对言论自由的保护禁止了联邦政府、州政府和本地政府直接审查互联网，也有少数例外。少数例外主要包括淫秽信息，包括儿童色情在内，因为这类信息不受《第一修正案》保护。

### 通讯规范法案（CDA）
1996年，美国制定了《通讯规范法案》（CDA）尝试将网络空间中的（儿童可接触到的）低俗言论，以及淫秽言论纳入监管。在1997年的雷诺诉美国公民自由联盟案中，美国最高法院裁定，本法案中反低俗内容的条款违宪。本案法官约翰·保罗·史蒂文斯（John Paul Stevens）写道，“《通讯规范法案》对受保护言论而言，是令人不可接受的沉重负担。”
目前《通讯规范法案》依然有效的部分是第230条。《第230条》规定，互联网服务供应商无需为第三方使用者的言行负法律责任，同时也保护了互联网服务供应商出于善意考虑，而对志愿部分冒犯性的内容进行限制，或者赋予他人技术手段来限制冒犯性内容的行为。

### 儿童在线保护法案（COPA）
1998年，美国制定了《儿童在线保护法案》 （COPA）以限制未成年人接触被认为是有害于未成年人的信息。此法律被认定违宪，因为此法律同时也会阻撓成年人发表受保护的言论。经过了三轮独立的司法诉讼后，此法案依法在2009年被永久禁止。自始至终，此法案从未生效过。

### 数字千年版权法案（DMCA）
在1998年成为法律的《数字千年版权法案》（DMCA，美國法典第17编 § 第1201節）使制作和传播可用来绕过数字版权管理的技术成为犯罪。并且使政府更容易打击互联网上有侵权之嫌的行为。而《数字千年版权法案》的第二部分则包括了《网络版权侵犯责任限制法案》（OCILLA）中的内容，这一部分内容即安全港原则，限制了在线服务提供者为其用户侵犯版权所需承担的责任。

### 儿童在线隐私保护法案（COPPA）
《儿童在线隐私保护法案》（COPPA）于2000年4月21日生效。此法案适用于美国司法管辖范围之内，通过网络收集13岁以下儿童个人信息的个人或机构。法案要求，网站运营者必须在其《隐私政策》中说明，何时和如何在收集信息，并在收集前以可验证的方式征求家长或其监护人的同意，并表明运营者在保护儿童隐私和网络安全方面的责任，以及限制对13岁以下儿童进行市场营销。结果，年龄低于13岁的儿童虽然可以在经过家长同意的情况下合法提供个人信息，但鉴于为此所付出的成本和复杂的文书工作，许多网站选择了完全禁止13岁以下儿童使用其服务。相似的，公众也认为此法律本应保护儿童免于恋童癖而不是市场营销行为的侵害。

### 儿童互联网保护法案（CIPA）
2000年12月21日，《儿童互联网保护法案》（CIPA）经总统签字生效。
对于所有享受联邦通用服务资金的E-rate补贴，和经《图书馆服务和技术法案》（LSTA）允许拥有互联网或内网接入的所有十二年制学校和图书馆，《儿童互联网保护法案》要求如下：
- 采纳并实施一种互联网安全政策，针对：
  - （a）未成年人不适当的互联网访问；
  - （b）未成年人使用电子邮件、聊天室和其它形式的直接性电子通信的安全性（safety）和安保性（security）；
  - （c）未经授权的访问，包括所谓“黑客”行为和其它未成年人的在线不法行为；
  - （d）与未成年人相关个人信息的未经授权的披露、使用和传播；以及
  - （e）实施限制未成年人访问对其有害信息的手段；
- 安装屏蔽下列列表图片的内容控制软件：
  - （a）淫秽
  - （b）儿童色情，或
  - （c）对未成年人有害的（在未成年人使用的计算机上）；
- 允许内容规律或屏蔽软件可以依成年人的请求而禁用，以及
- 采纳并实施一种政策来监视未成年人的在线活动。

需要注意的是，《儿童互联网保护法案》并没有：
- 要求追踪未成年或成年人的互联网使用；或者
- 影响拥有包括电话在内的电信通讯服务，但并没有互联网或内网接入的学校和图书馆领取E-rate补贴。

### 与敌贸易法案
2008年3月，《纽约时报》报导了一份由外国资产管理办公室（OFAC）公布的黑名单，外国资产管理办公室是一个依1917年《与敌贸易法案》和其他联邦法律建立的政府机构。公布的黑名单中包括了大量的网站，按照《与敌贸易法案》，美国的公司不得与黑名单中的网站进行商业来往，并且必须冻结他们在美国的全部资产。美国的域名注册商也必须屏蔽黑名单中的网站。据《纽约时报》报道，eNom，一家美国的私人域名注册商和主机公司，禁止了黑名单上出现的域名。文章说，eNom根据外国资产管理办公室黑名单禁止的网站中，包括一家欧洲旅游机构的网站，仅仅是因为他们对古巴的旅行进行广告宣传。据报导，美国政府声称即使这些网站并不托管在美国境内，并不针对美国人，而且完全符合外国法律，eNom仍需“遵照法律要求”依美国法律屏蔽这些网站。

### 美国国际贸易委员会屏蔽网站
在2015年索尼影业遭黑客攻击事件后曝光细节显示了美国电影协会曾游说美国国际贸易委员会，要求其在核心互联网中转或是消费者互联网服务供应商上，对非法文件共享和链接的IP地址给予屏蔽。

## 联邦立法机构計劃的议案

### 删除在线侵犯者法案（DOPA）
2006年，《删除在线侵犯者法案》被提出，但并未成为法律。2007年，又有提出两则类似的法案，但也没有成为法律。
议院提议的这份法案要求学校、部分企业和图书馆屏蔽未成年人访问社交网站。这份法案有争议，因为批评者认为，此法案将限制大量不同种类的网站，包括许多无害的教育性内容。

### 将网络空间作为国家财产保护法案 （PCNAA）
《将网络空间作为国家财产保护法案》在2010年提出，但没有成为法律。
这份法案的提议造成了争议，批评者认为，此法案授权美国总统可对美国的互联网进行全面屏蔽。
一份新的法律，2011年《网络空间行政协调法案》曾进入美国国会进行辩论。 新的法案针对的问题和之前的《将网络空间作为国家财产保护法案》法案相同，但采用的方法有所不同，后来又在国会两次被重新提出，但仍没有成为法律。

### 打击在线侵权和假冒法案（COICA）
《打击在线侵权和假冒法案》在2010年9月提出，但没有成为法律。
本法案授予美國司法部長在美国联邦地区法院对造成侵犯的域名实施对物管辖权，并可发出禁制令。如果法案通过，法院的禁制令可禁止涉案域名的注册，并可能导致域名被锁定。
美国司法部将编撰并维护两份公开的域名列表。第一份列表收录司法部長发布禁制令的域名，而第二份则是经司法部指控侵权但还没有采取行动的域名，任何网络服务提供商必须自行采取措施屏蔽这两个列表中的域名，才不会依本法案受到起诉。

### 禁止网络盗版法案（SOPA）
《禁止网络盗版法案》（SOPA，编号H.R. 3261），是2011年10月26日在美国众议院提出的一则法案。本法案由议员拉马尔·史密斯和来自民主、共和两党的12人共同提出。最初提出的版本中，法院可遵照美国司法部以及版权持有人的请求发布命令，禁止被指控侵权的、或是帮助进行侵犯的网站。根据请求者的情况，可能进行的措施包括：要求广告网络和支付系统（如PayPal）将其排除在外，禁止与涉案网站进行生意往来；要求搜索引擎将涉案网站的搜索结果排除在外；以及要求互联网服务提供商屏蔽该网站。许多人认为这就是网络审查的行为，由于法案可要求互联网内容提供商屏蔽特定的网站。2012年1月18日，英文维基百科从5:00（UTC）开始，下线24小时以抗议《禁止网络盗版法案》和《保护知识产权法案》法案。由于许多网站都纷纷站出来进行在线抗议，议员拉马尔·史密斯只好对此表示，“众议院司法委员会将推迟立法的考虑，直到达成一个广泛的解决方案为止。”
俄勒冈州民主党议员罗恩·怀登是此法案的重要反对者。他说立法者已经收到了一千四百万个签名请愿，要求立法者反对这份曾经默默无名、无人关注的法案，签名中有超过一千万人是选民。

### 保护知识产权法案（PIPA）
《保护知识产权法案》（缩写：PIPA，全称：《防止实时线上对经济创新能力的威胁和对知识产权的盗窃的法案》）是赋予美国政府和版权持有人更多手段，来阻止人们浏览“侵权或卖假货的流氓网站”的一则法案，特别是那些注册于美国之外的网站。 2012年5月12日，联邦参议员帕特里克·莱希提出了此法案，并得到了来自民主、共和两党11名共同提出者的支持。《保护知识产权法案》是对先前《打击在线侵权和假冒法案》的重新改写，后者在2011年未能成功通过。2012年1月18日，爆发抗议《禁止网络盗版法案》和《保护知识产权法案》的网络浪潮。之后于1月20日周五，美国参议院多数党领袖哈里·瑞德宣布：此法案的投票将被延缓，直到法案引起的问题被彻底解决。瑞德呼吁《保护知识产权法案》的主要提出者帕特里克·莱希“继续与所有利益相关方沟通，找到保护美国知识产权，与维持互联网开放和创新之间的平衡。”

### 网络情报共享与保护法案（CISPA）
2011年11月，美国提出《网络情报共享与保护法案》，其目的是让美国政府拥有更多的选择和资源，来保护网络安全、防止网络攻击。此法案曾通过了美国众议院的审议，但未能通过美国参议院。2013年2月，此法案在众议院被重新提出。
《网络情报共享与保护法案》得到了大量商业组织名下超过八百家企业的支持，包括商业软件联盟、CTIA-无线协会、信息技术产业委员会、互联网安全联盟、国家有线与电信通讯协会、国防工业协会、科技美国，以及美国商会。除了商业组织之外，法案也得到了许多大型电信与信息技术公司的独立支持，如AT&T、Facebook、国际商业机器公司（IBM）、英特尔、甲骨文公司、赛门铁克，和威讯。
但无国界记者则担忧：此法案将允许政府和企业在打击网络犯罪的名义下，部署严密的监控措施，甚至严酷审查网络。其他反对此法案的组织有宪法计划、美国公民自由联盟、电子前哨基金会、民主与科技中心、为明天抗争、自由出版社、美国阳光基金会，和科技自由（TechFreedom）。谷歌公司对此法案表示中立，不持有公开观点，但也曾为法案而游说。

### S.686限制法案
美國國會在2023年3月推動俗稱「抖音法案」（TikTok Biil）的《S.686限制法案》（S.686 Restriction Act），法案于2023年3月7日通过参议院商业、科学和交通委员会二读，该法案要求商务部长识别并解决对信息和通信技术产品和服务的外国对手威胁，同时授予行政部门广泛的安全权力，以控制信息和通信技术的商业行为，总统可以以广泛的民事和刑事选择权来执行相关措施。截至2023年3月30日，法案内规定的敌对外国分别为：中国、古巴、俄罗斯、伊朗、委内瑞拉和朝鲜。该案赋予了行政部门添加其他外国为对手的权力，国会需以两院多数才可推翻行政部门的决定。该法案被美国公民自由联盟等机构反对，后者认为其可能侵犯公民的言论自由权利，卫报、NBC等媒体机构怀疑其是用于针对Tiktok的法案，中时认为该法案如同美版防火长城。

## 各州法律
根据州议会全国会议的资料，截止于2013年9月，有26个州制定了关于公立学校和图书馆的互联网使用法律：

在这些州中，大部分只是简单地要求，为了防止未成年人浏览色情、淫秽和有害的内容，学校和公共图书馆应制定互联网使用政策，然而，一些州也同时要求公立机构在图书馆终端和学校电脑上安装内容过滤软件。

12个州要求在学校和图书馆进行网络过滤以保护未成年人，分别是：亚利桑那州，阿肯色州，科罗拉多州，爱达荷州，密歇根州，明尼苏达州，密苏里州，俄亥俄州，宾夕法尼亚州，南达科他州，犹他州和弗吉尼亚州。
13个州要求在学校和图书馆制定政策以保护未成年人，分别是：加利福尼亚州，特拉华州，佐治亚州，印第安纳州，爱荷华州，肯塔基州，路易斯安那州，马里兰州，马萨诸塞州，新罕布什尔州，纽约州，南卡罗来纳州和田纳西州。佛罗里达州法律“鼓励公共图书馆施行网络安全教育项目，包括实现基于计算机的教育程序。” 
另有5个州要求互联网服务供应商提供可以控制互联网使用的产品或服务，分别是：路易斯安那州，马里兰州，内华达州，得克萨斯州和犹他州。
2011年7月，密苏里州立法通过了《艾米·海斯提尔学生保护法案》（Amy Hestir Student Protection Act），法案中规定：禁止十二年制学校教师通过可进行“独占”通讯的网站，与其目前的学生或未满十八岁的前学生进行通讯。也就是说，任何有私人聊天功能的网站都是不允许，如Facebook。结果，此法案生效前就被一巡回法院阻止。法院发出命令阻止了此规定，并认为“此禁令宽泛到令人震惊”，以及此法案会“导致寒蝉效应，破坏《美国宪法》保障的言论自由权”。同年9月，州议会修改了这条令人诟病的规定，新的规定是：每个学区需要制定电子通讯使用政策，管理其雇员与学生的通讯。

## 机构的审查
《美国宪法》和其他法律保护对政府审查互联网进行限制和加以禁止，但这些法律通常不适用于私人公司。对于通过私人公司访问的内容，私人公司限制它们，这完全是私人公司自愿的选择。私人公司还可能被政府施压，而鼓励了公司审查内容；又或者，公司可能会根据相关法律和法院的命令，删除或限制互联网的内容。例如，被认为是淫秽（包括儿童色情）、有害儿童、诽谤、威胁国家安全的内容；和鼓励非法活动，如赌博、性交易、知识产权盗窃、仇恨言论以及煽动暴力的内容。
公立和私立机构为其雇员、顾客、学生或成员提供的互联网访问，为了确保网络仅被用户和机构相关的用途，机构有时会限制内容，以及安装内容控制软件。例如：商业或教育背景的机构，可能会限制访问娱乐内容；在带宽昂贵的场景下，可能会限制高带宽服务。此外，一些机构也屏蔽外部的电子邮件服务，这通常是出于网络安全考虑，或是防止机密信息通过电子邮件有意或无意的泄露的一项预防措施。

### 学校和图书馆
对于所有享受联邦通用服务资金的E-rate补贴，和经《图书馆服务和技术法案》（LSTA）允许，拥有互联网或内网接入的十二年制学校和图书馆，需依《儿童互联网保护法案》而设有“互联网安全和技术保护措施”。
被认为不适于学校的内容，被许多美国的十二年制学校学区，使用互联网过滤软件屏蔽。美国联邦政府将过滤、屏蔽具体内容的决定权，留给了本地政府。然而，这种做法遭至了许多质疑，反对者认为决定权应该交给学生的家长或监护人。另外，也有在学校实施网络审查可能会使一种受支持的意识形态占据优势；过滤工具开发商的观点被强加给学生；过滤会过度屏蔽有用信息，而对有害信息则屏蔽不足等顾忌。 一项2003年的研究“发现屏蔽软件往往过度屏蔽了学校课程中要求的主题 —— 对于每一个正确被屏蔽的网页，都会有一到两个错误被屏蔽的网页”。
一些图书馆也可能屏蔽特定网页的访问，包括色情、广告、聊天、游戏、社交网络和在线论坛网站。但美国的图书馆长期将反对审查视为一项重要传统，因此在图书馆中使用过滤和屏蔽软件依然是非常有争议的。

### 电信和互联网服务公司
2007年，威讯屏蔽了堕胎权利组织MARAL Pro-Choice America的短信服务，尝试阻止他们与其支持者联系。威讯声称，这是为了执行它们的一项政策，此政策不允许消费者使用他们的服务来传递“有争议”或“令人厌恶”的信息。
也有舆论谴责Comcast，AT&T和许多其他的互联网服务供应商对网络流量和带宽进行管制。
一家美国的域名注册和网站托管公司eNom，禁止了出现在美国财政部黑名单上的域名。

### 军方
美国国防部禁止通过国防部的计算机访问某些IP地址。美国军方的网络过滤政策在递交给国会报告《国防部人员的互联网访问》中有交代。
2009年10月，博主格里沙姆（C.J. Grisham）的军事博客《一个军人的视角》（A Soldier's Perspective）控诉了当地公立学校官员未经家长同意，强推统一校服项目。之后，他来自红石兵工厂的长官对其施压，导致博客被临时关闭。
据2013年6月27日《蒙特利郡先驱报》的报道，在揭黑幕者爱德华·斯诺登揭发了关于美国国家安全局和全球大规模监视项目，以及棱镜计划的内容后，美国陆军屏蔽了《卫报》中的相关网页。 而阿富汗、中东、南亚和美国佛罗里达州中央指挥部的军事基地，《卫报》网站则被完全屏蔽。

### 维基解密
2008年2月，在瑞士宝盛银行诉维基解密案中，美国加利福尼亚北区联邦地区法院对维基解密的域名注册商发布了永久禁止令，此命令将维基解密不能通过域名访问，导致其现有网址失效，引起了一些认为这是言论审查行为的谴责。这导致电子前哨基金会前来为维基解密辩护。在之后的审判中，禁止令被撤销了。
2010年12月，美国行政管理和预算局、美国国会图书馆、美国空军和其他联邦政府机构建议，所属人员不要去阅读维基解密上的机密文档；而一些机构则屏蔽了维基解密和其他的新闻网站。此举措旨在减少政府人员对来自维基解密的机密信息和媒体发布的相关新闻的影响。
2010年12月1日，乔·利伯曼 —— 时任美国参议院国土安全和政府事务委员会主席 —— 在联系了亚马逊后，亚马逊将维基解密切断了24小时。
|                    | （亚马逊）此时切断维基解密的决定是正确的，而这为维基解密用来传播非法收集的资料的其它公司树立了行为标准。我呼吁托管维基解密的其他任何公司和组织立刻与他们断绝关系。 |
| ——利伯曼对此的声明 | |

有宪法律师表示，亚马逊作为一家私人公司，是可以自己自由做出决定的，这并非是关于《第一修正案》的问题。来自电子前哨基金会的律师凯文·班克斯顿（Kevin Bankston）也同意亚马逊并没有违反《第一修正案》，然而他认为这依然是令人失望的。“这无疑暗示了由于直接或间接的压力，《第一修正案》在延伸到网络托管时，拥有权利的美国公众却被限制访问了某些内容。”
2010年11月14日《纽约时报》报道，美国空军已经对内部人员屏蔽了包括《纽约时报》、《卫报》、法国《世界报》、《国家报》和《明镜》在内，刊登泄密电报的新闻网站。
维基解密随后遭到了全球主要金融公司的财政封锁，包括Moneybookers、万事达、Visa和PayPal在内。2011年10月，维基解密创始人阿桑奇对记者说，财政封锁已经摧毁了维基解密95%的收入来源，并宣布维基解密将暂时停止发表内容，以便腾出精力来应对财政封锁、筹集新资金。

### 网站个体
一些允许用户发布内容的网站可能会实施自我审查，并制定网站的使用政策。对不遵守方针的用户进行封禁，或者对其言论预先审核。例如，一些社交媒体网站对仇恨言论的限制程度，可能比美国法律要求的更严格（例如Facebook），网站也可能会限制骚扰、辱骂的言论。
社交媒体对仇恨言论和骚扰的管制依然有争议。认为仇恨言论应被删除的人认为，网络仇恨言论这可能造成胁迫和伤害；而不同意删除仇恨言论的则表示，人们应该准确的认识到顽固分子的存在。一项全国宗教广播协会和美国法律正义中心 —— 前者是美国基督教电视台和广播频道的代表，后者是基督教保守主义反堕胎协会 —— 共同进行的一项研究中，认为一些社交媒体网站因禁止发表反同性恋的“仇恨言论”而“积极的审查”表达基督教观点的宗教言论。
2019年7月Chad Robichaux這位Might Oaks基金会创始人表示其上傳廣告至 YouTube在審查階段被告知「基督徒」一詞為敏感詞不得出現，該基金會是一個退伍軍人身心理治療組織，這則廣告是宣傳朝鲜战争老将哈罗德鲍尔戰後透過基督教治療自己內心的紀錄片。其反問“如果我们不能使用基督徒这个词，我们作为一个基督教组织要如何运作？”2018年就發生過路德教会密苏里州议会Concordia出版社的廣告被禁，因為引用了耶稣和圣经等內容。
YouTube官方推特回复称“我们认为宗教信仰是个人的事情，所以我们不允许广告商根据宗教信仰来定位自己的用户”，然而Robichaux表示他的其他廣告中已經大量使用「基督徒」一詞，光2019年傳播也超過15萬次以上點擊，YouTube要如何自圓其說。之後当他尝试发布相同的广告影片，但关键字故意改成“穆斯林”时，发现没任何问题通過，攻破了官方說詞引起網上議論。似乎內容審查標準充滿隨意性沒齊一化規則可言，還是比較怕得罪穆斯林群體但不怕得罪基督徒的嫌疑。
而事件另一面向是更早的宝洁、AT&T和Verizon等公司曾主動暫時撤下廣告，因為發現一些激進意識形態的影片中被伺服器自動運算插入自己的廣告，引發不懂電腦的群眾一種怪異認知好像這些公司支持這些影片，同時更大問題是這些恐怖組織影片為何能上傳播放？後續YouTube對此類影片進行了清理，但又引發了另一派人的批判認為其終究不是美國宣稱的言論自由主義主張者，依然是一個意識形態內容審查的網站。

### 美国公司在海外的审查
包括谷歌、微软和MySpace在内的一些美国公司，在其在线服务的国际版中，实施了更严格的自我审查。特别是在处理中华人民共和国的相关业务时，这种情况格外显著。
2011年，一家位于加利福尼亚州森尼韦尔的公司Blue Coat System，承认了该公司的网络设备被叙利亚用于审查网络活动，而这可能违反了美国的禁运规定。
2020年12月的报道显示，总部位于加州的远程会议服务软件公司Zoom的中国雇员配合北京政府扰乱谈论六四天安门事件的视频会议，并关闭多位美国用户的账号。随后，与事件相关的Zoom高管被美国联邦检察官起诉。

### 商业机密和版权
2007年1月4日，美国地区法院法官杰克·韦恩斯坦（Jack B. Weinstein）发出了一则禁制令，禁止精神医疗幸存者运动的大量社会活动家在网站上发布礼来公司刻意隐瞒奥氮平致命副作用的泄密文件。电子前哨基金会对此提起上诉，认为法院的行为属于预先审查（prior restraint），侵犯了公民发布链接和文档的权利。基金会认为，公民记者应该享有和主流媒体一样的《第一修正案》权利保障。随后的法庭审理中，虽然对《第一修正案》权利的主张被驳回了，但法院认为之前禁令是不可行的。
2011年5月到2012年1月间，美国没收了理查德·奥德怀尔和金·达康的域名，这两人均非美国公民，而网站也不在美国。美国指控两人侵犯版权，要求将他们引渡到美国受审。

### 关停旧金山湾区捷运系统（BART）移动通讯服务
2011年6月3日，两名旧金山湾区捷运系统的警官在市政中心站开枪杀死了当时精神异常的查尔斯·希尔（Charles Hill），引起了争议。 而在2012年8月12日，为了控制可能出现的游行示威活动，湾区捷运系统将其移动电话和移动网络关停了三小时，并在市政中心站阻止抗议者进行通讯。移动通讯关停的举措引起了国际媒体的注意，许多文章和评论将这种行为与埃及前总统穆巴拉克在埃及革命期间关闭互联网的做法进行比较。
2011年8月29日，一个由公共知识组织领导，九个利益团体组成的联盟，发出了紧急请愿，要求联邦通讯委员会（FCC）判定“捷运区在2011年8月11日采取的行动，即故意干扰公众使用商业移动广播服务的行为，违反了《1934年通讯法案》”，以及主张“如果没有从通讯委员会、有司法管辖权的国家委员会，或者有司法管辖权的法院处获得适当命令，本地执法机构无权暂停或禁止商业移动广播服务，或者命令商业移动广播服务暂停或禁止其服务”。
2011年捷运区实施了新的《移动服务中断政策》。在新的政策中规定，只有在“捷运区内旅客、雇员和其他公共成员的安全受到威胁；捷运区财产遭到破坏，或者公共交通服务严重中断”的情况下，才允许关停区内的移动通讯服务。据湾区捷运的发言人说，根据新的政策，如果出现和2011年8月类似的情况，移动电话系统将不会被关闭。警察只会逮捕违反法律的个人。
2012年3月，联邦通讯委员会对“为保护公共安全，警察和其他政府官员是否以及何时可以故意打断电话和互联网服务”的问题，请求公众评论。在2012年5月，FCC收到的回应包括137条评论（comments）和9条回复（reply comments）。尽管时至2013年6月此议题依然开放，但联邦通讯委员会没有采取任何后续行动。

## 反响
2014年开始，美国被无国界记者列为“互联网公敌”之一，“互联网公敌”这份名单专门收录实施最高级别网络审查和大规模监视的国家。无国界记者表示，美国“损害了人们对互联网的信任，也破坏了自己的安全标准”，并且，“美国大规模监控的行为，以及破解加密的活动是对调查记者的直接威胁，特别是安全至关重要的那些处理敏感信息的记者；和已经担负压力的记者”。